# 波德尔齐希
波德尔齐希（德語：Podelzig）是德国勃兰登堡州的市镇，隶属于梅尔基施-奥得兰县。总面积为25.26平方千米，截至2023年12月31日总人口为896人。